# Daïra de Houari Boumédiène
 (décembre 2013).
Si vous disposez d'ouvrages ou d'articles de référence ou si vous connaissez des sites web de qualité traitant du thème abordé ici, merci de compléter l'article en donnant les références utiles à sa vérifiabilité et en les liant à la section « Notes et références ».
La daïra de Houari Boumédiène  (anciennement daïra d'Aïn Hassaniaest) une circonscription administrative algérienne située dans la wilaya de Guelma. Son chef-lieu est situé sur la commune éponyme de Houari Boumédiène.
La daïra regroupe les quatre communes:
- Houari Boumédiène
- Medjez Amar
- Ras El Agba
- Salaoua Announa